# Kabinet-Callaghan
Het kabinet–Callaghan was de uitvoerende macht van de Britse overheid van 5 april 1976 tot 4 mei 1979. Het kabinet werd gevormd door de Labour Party na het aftreden van premier Harold Wilson met James Callaghan de nieuwe partijleider van de Labour Party als premier. In het kabinet zaten meerdere (toekomstige)-prominenten zoals: Denis Healey, Roy Jenkins, Michael Foot, John Smith, Tony Benn, Shirley Williams, Roy Hattersley en Bruce Millan. Het kabinet-Callaghan was het laatste kabinet van de Labour Party tot de verkiezingen van 1997 toen 18 jaar later Tony Blair op 2 mei 1997 werd beëdigd als premier.

## Samenstelling
| Ambtsbekleder                                                           | Ambtsbekleder    | Ambtsbekleder                               | Functie                                           | Ambtstermijn      | Ambtstermijn      | Partij       |
| ----------------------------------------------------------------------- | ---------------- | ------------------------------------------- | ------------------------------------------------- | ----------------- | ----------------- | ------------ |
|                                                                         | James Callaghan  | James Callaghan (1912–2005)                 | Premier                                           | 5 april 1976      | 4 mei 1979        | Labour Party |
|                                                                         | Denis Healey     | Denis Healey (1917–2015)                    | First Secretary of State                          | 4 maart 1974      | 4 mei 1979        | Labour Party |
| Minister van Financiën                                                  | Denis Healey     | Denis Healey (1917–2015)                    |                                                   | 4 maart 1974      | 4 mei 1979        | Labour Party |
|                                                                         | Tony Crosland    | Tony Crosland (1918–1977)                   | Minister van Buitenlandse Zaken                   | 5 april 1976      | 19 februari 1977  | Labour Party |
|                                                                         |                  |                                             |                                                   |                   |                   |              |
|                                                                         | David Owen       | David Owen (1938)                           | Minister van Buitenlandse Zaken                   | 22 februari 1977  | 4 mei 1979        | Labour Party |
|                                                                         | Roy Jenkins      | Roy Jenkins (1920–2003)                     | Minister van Binnenlandse Zaken                   | 4 maart 1974      | 10 september 1976 | Labour Party |
|                                                                         | Merlyn Rees      | Merlyn Rees (1920–2006)                     | Minister van Binnenlandse Zaken                   | 10 september 1976 | 4 mei 1979        | Labour Party |
|                                                                         | Michael Foot     | Michael Foot (1913–2010)                    | Lord President of the Council                     | 5 april 1976      | 4 mei 1979        | Labour Party |
| Leader of the House of Commons                                          | Michael Foot     | Michael Foot (1913–2010)                    |                                                   | 5 april 1976      | 4 mei 1979        | Labour Party |
|                                                                         |                  | Baron Shepherd Malcolm Shepherd (1918–2001) | Lord Privy Seal                                   | 4 maart 1974      | 10 september 1976 | Labour Party |
| Leader of the House of Lords                                            |                  | Baron Shepherd Malcolm Shepherd (1918–2001) |                                                   | 4 maart 1974      | 10 september 1976 | Labour Party |
|                                                                         |                  | Baron Peart Fred Peart (1914–1988)          | Lord Privy Seal                                   | 10 september 1976 | 4 mei 1979        | Labour Party |
| Leader of the House of Lords                                            |                  | Baron Peart Fred Peart (1914–1988)          |                                                   | 10 september 1976 | 4 mei 1979        | Labour Party |
|                                                                         | Elwyn Jones      | Baron Elwyn-Jones Elwyn Jones (1909–1989)   | Lord Chancellor                                   | 4 maart 1974      | 4 mei 1979        | Labour Party |
|                                                                         | Edmund Dell      | Edmund Dell (1921–1999)                     | Minister van Handel                               | 5 april 1976      | 11 november 1978  | Labour Party |
| President of the Board of Trade                                         | Edmund Dell      | Edmund Dell (1921–1999)                     |                                                   | 5 april 1976      | 11 november 1978  | Labour Party |
|                                                                         |                  | John Smith (1938–1994)                      | Minister van Handel                               | 11 november 1978  | 4 mei 1979        | Labour Party |
| President of the Board of Trade                                         |                  | John Smith (1938–1994)                      |                                                   | 11 november 1978  | 4 mei 1979        | Labour Party |
|                                                                         |                  | Eric Varley (1932–2008)                     | Minister van Industrie                            | 10 juni 1975      | 4 mei 1979        | Labour Party |
|                                                                         |                  | Roy Mason (1924–2015)                       | Minister van Defensie                             | 4 maart 1974      | 10 september 1976 | Labour Party |
|                                                                         | Fred Mulley      | Fred Mulley (1918–1995)                     | Minister van Defensie                             | 10 september 1976 | 4 mei 1979        | Labour Party |
|                                                                         | David Ennals.jpg | David Ennals (1922–1995)                    | Minister van Volksgezondheid en Sociale Zaken     | 5 april 1976      | 4 mei 1979        | Labour Party |
|                                                                         |                  | Albert Booth (1928–2010)                    | Minister van Arbeid                               | 5 april 1976      | 4 mei 1979        | Labour Party |
|                                                                         | Fred Mulley      | Fred Mulley (1918–1995)                     | Minister van Onderwijs                            | 10 juni 1975      | 10 september 1976 | Labour Party |
|                                                                         | Shirley Williams | Shirley Williams (1930–2021)                | Minister van Onderwijs                            | 10 september 1976 | 4 mei 1979        | Labour Party |
| Thesaurier- generaal                                                    | Shirley Williams | Shirley Williams (1930–2021)                | 5 april 1976                                      |                   | 4 mei 1979        | Labour Party |
|                                                                         | Bill Rodgers     | Bill Rodgers (1928)                         | Minister van Transport                            | 5 april 1976      | 4 mei 1979        | Labour Party |
| Minister van Milieu                                                     | Bill Rodgers     | Bill Rodgers (1928)                         |                                                   | 5 april 1976      | 4 mei 1979        | Labour Party |
|                                                                         | John Silkin      | John Silkin (1923–1987)                     | Minister van Lokale Zaken en Ruimtelijke Ordening | 4 maart 1974      | 10 September 1976 | Labour Party |
|                                                                         |                  | Fred Peart (1914–1988)                      | Minister van Landbouw, Visserij en Voedsel        | 4 maart 1974      | 10 September 1976 | Labour Party |
|                                                                         | John Silkin      | John Silkin (1923–1987)                     | Minister van Landbouw, Visserij en Voedsel        | 10 September 1976 | 4 mei 1979        | Labour Party |
|                                                                         |                  | Harold Lever (1914–1995)                    | Kanselier van het Hertogdom Lancaster             | 4 maart 1974      | 4 mei 1979        | Labour Party |
|                                                                         | Bruce Millan     | Bruce Millan (1927–2013)                    | Minister voor Schotland                           | 5 april 1976      | 4 mei 1979        | Labour Party |
|                                                                         | John Morris      | John Morris (1931–2023)                     | Minister voor Wales                               | 4 maart 1974      | 4 mei 1979        | Labour Party |
|                                                                         | Merlyn Rees      | Merlyn Rees (1920–2006)                     | Minister voor Noord-Ierland                       | 4 maart 1974      | 10 september 1976 | Labour Party |
|                                                                         |                  | Roy Mason (1924–2015)                       | Minister voor Noord-Ierland                       | 10 september 1976 | 4 mei 1979        | Labour Party |
|                                                                         | Shirley Williams | Shirley Williams (1930–2021)                | Minister voor Begroting en Consumenten- beleid    | 4 maart 1974      | 10 september 1976 | Labour Party |
| Thesaurier- generaal                                                    | Shirley Williams | Shirley Williams (1930–2021)                | 5 april 1976                                      | 4 mei 1979        |                   | Labour Party |
|                                                                         | Roy Hattersley   | Roy Hattersley (1932)                       | Minister voor Begroting en Consumenten- beleid    | 10 september 1976 | 4 mei 1979        | Labour Party |
|                                                                         | Tony Benn        | Tony Benn (1925–2014)                       | Minister voor Energie                             | 10 juni 1975      | 4 mei 1979        | Labour Party |
|                                                                         |                  | Reg Prentice (1923–2001)                    | Minister voor Ontwikkelingshulp                   | 10 juni 1975      | 21 december 1976  | Labour Party |
|                                                                         | Frank Judd       | Frank Judd (1935–2021)                      | Minister voor Ontwikkelingshulp                   | 21 december 1976  | 21 februari 1977  | Labour Party |
|                                                                         |                  | Judith Hart (1924–1991)                     | Minister voor Ontwikkelingshulp                   | 21 februari 1977  | 4 mei 1979        | Labour Party |
| Formeel geen leden van het kabinet, maar woonde kabinetsvergadering bij |                  |                                             |                                                   |                   |                   |              |
| Ambtsbekleder                                                           | Ambtsbekleder    | Ambtsbekleder                               | Functie(s)                                        | Ambtstermijn      | Ambtstermijn      | Partij       |
|                                                                         |                  | Joel Barnett (1923–2014)                    | Onderminister voor Financiën                      | 4 maart 1974      | 4 mei 1979        | Labour Party |
|                                                                         |                  | Samuel Silkin (1918–1988)                   | Advocaat- generaal                                | 4 maart 1974      | 4 mei 1979        | Labour Party |
|                                                                         |                  | Michael Cocks (1929–2001)                   | Onderstaats- secretaris voor Financiën            | 5 april 1976      | 4 mei 1979        | Labour Party |
| Chief Whip in het Lagerhuis                                             |                  | Michael Cocks (1929–2001)                   |                                                   | 5 april 1976      | 4 mei 1979        | Labour Party |

Russell I ·
Smith-Stanley I ·
Hamilton-Gordon ·
Temple I ·
Smith-Stanley II ·
Temple II ·
Russell II ·
Smith-Stanley III ·
Disraeli I ·
Gladstone I ·
Disraeli II ·
Gladstone II ·
Gascoyne-Cecil I ·
Gladstone III ·
Gascoyne-Cecil II ·
Gladstone IV ·
Primrose ·
Gascoyne-Cecil III ·
Gascoyne-Cecil IV ·
Balfour ·
Campbell-Bannerman ·
Asquith I ·
Asquith II ·
Asquith III ·
Asquith IV ·
Lloyd George I ·
Lloyd George II ·
Law ·
Baldwin I ·
MacDonald I ·
Baldwin II ·
MacDonald II ·
MacDonald III ·
MacDonald IV ·
Baldwin III ·
Chamberlain I ·
Chamberlain II ·
Churchill I ·
Churchill II ·
Attlee I ·
Attlee II ·
Churchill III ·
Eden ·
Macmillan I ·
Macmillan II ·
Douglas-Home ·
Wilson I ·
Wilson II ·
Heath ·
Wilson III ·
Callaghan ·
Thatcher I ·
Thatcher II ·
Thatcher III ·
Major I ·
Major II ·
Blair I ·
Blair II ·
Blair III ·
Brown ·
Cameron I ·
Cameron II ·
May I ·
May II ·
Johnson I ·
Johnson II ·
Truss ·
Sunak ·
Starmer